# 六合字母
六合字母（英語：hexagraph，源於希臘語：、「六」，與希臘語：、「寫」）或稱六重音字、六重字，在字母系統上是由6個字母組合成的語音，而此組合能表記出新的語音（音位），與個別字母的發音不同。
英語並沒有六合字母。德語中則有一個字母組合schsch，有時出現於人名中，如德裔心理學家埃施朔爾茨的姓氏「Eschscholtz」。但是這只是兩組三合字母sch的組合，以表示前面的元音應該發短音，而非真的是六合字母。

## 六合字母列表

### 愛爾蘭語
使用於硬顎化輔音與軟顎化輔音間：
- ⟨eidhea⟩ 與 ⟨eighea⟩：兩者皆表示/əi̯/音。字例有eidheann（常春藤）、feidheartha（人不名一文的）；leigheas（復原）、deideigheanna（軟玩具）、deighealfaidh（將分成）。

使用於兩軟顎化輔音間：
- ⟨eabhai⟩ 與 ⟨eamhai⟩：兩者皆表示/əu̯/音，多尼戈爾口音則發成/oː/。字例有breabhaid（產量）、deabhaidh（倉促）、feabhais（進步、成長的屬格）、leabhair（複數書本）meabhair（頭腦）；creamhaigh（大蒜的屬格）、sceamhaim（我吠）、seamhain（符號學）、sleamhain（滑溜的）、teamhair（山丘）。
- ⟨eadhai⟩：表示/əi̯/音，多尼戈爾口音則發成/eː/。字例有：feadhain（隊伍）、Gairmleadhaigh（葛姆雷，姓氏）、ghleadhair（撞到的）

使用於兩硬顎化輔音間`
- ⟨oidhea⟩ 與 ⟨oighea⟩：兩者皆表示/əi̯/音。字例有：oidheanna（命運）；Baoighealláin（博伊蘭，姓氏）、broigheall（鸕鶿）、oigheann （烤箱）、oighear`(冰）、poigheachán（蝸牛殼）。